# نادي شتوتغارت للرديف
نادي شتوتغارت للرديف (بالإنجليزية: VfB Stuttgart II)‏
هو فريق كرة قدم ألماني يقع في شتوتغارت.